# Tetanocera variciliata
Espèce
Tetanocera variciliata est une espèce fossile d'insectes diptères de la famille des Sciomyzidae.

## Classification
L'espèce Tetanocera variciliata est décrite en 1937 par le paléontologue français Nicolas Théobald (1903-1981) dans sa thèse. 

### Fossiles
L'holotype F244 mâle ♂, de l'ère Cénozoïque, et de l'époque Rupélien ou Oligocène inférieur (33,9 à 28,4 Ma) fait partie de la collection Fliche, enseignant de la botanique de l'École nationale des eaux et forêts à Nancy et vient du gisement éocène de Céreste, dans les Alpes-de-Haute-Provence, dans la réserve naturelle géologique du Luberon, gérée par le parc naturel régional du Luberon. Les échantillons se trouvent dans les calcaires en plaquettes "supérieurs" du bassin d'Apt-Forcalquier. L'holotype a plusieurs cotypes référencés F229 représentant un ♂ et F251 et F288 représentant des ♀ de la même collection.

### Étymologie
L'épithète spécifique latine variciliata signifie «cils variés ».

## Description

### Caractères
La diagnose de Nicolas Théobald en 1937, : 

« Insecte de petite taille, corps noir, ailes claires. Tête grosse, yeux de forme ovale, gros, très rapprochés ; front saillant ; trompe et antennes non visibles. Thorax noir, renflé ; suture notopleurale peu marquée. Abdomen grêle, tronqué à l'extrémité. Sur l'éch. 244 on voit bien les organes copulateurs ♂ (v. figure) ; segment prégénital inerme ; le suivant est médiocrement développé. Sur l'éch. 244, les segments sont emboités, alors que dans 251, ils sont désarticulés. Sous l'abdomen et dirigé vers l'avant, on voit le forceps externe en forme de crochet épais. Les forceps internes ont des branches courtes. Ailes plus longues que l'abdomen ; C avec cils raides ; Sc courte ; R assez longue, Rs (== 3e nerv. long. ) se terminant au sommet ; M (4e nerv. l.) se rapproche de Rs vers le sommet ; Cu en partie effacée. Pattes robustes et longues, densément velues et ciliées ; fémurs I armés de macrochètes ; tibia avec une soie dorsale préapicale, d'autres soies sur toute la longueur ; tarse I, le premier article plus long que les autres, porte de nombreux cils raides et courts, disposés en une rangée à l'avant, en deux vers l'apex, 2e article plus court, porte encore de nombreux cils, 3e plus long que le 2e, 3e-5e finement velus, à l'extrémité pulvillis et deux crochets recourbés (v. figure) ; fémur III avec cils raides clairsemés, tibia avec nombreux cils raides, deux longs cils apicaux, 2e article plus long que le 1er, quelques cils raides (3) à l'apex, idem sur 3e et 4e, deux crochets et pulvilla à l'extrémité. ».

### Dimensions
Les mâles (F244 et 229) présentent une longueur totale de 5 mm et les femelles (F251 et 288) de 6 à 7,5 mm.

### Affinités
« Les quatre échantillons bien que de taille différente, appartiennent certainement à la même espèce.
Les caractères du g. Tetanocera sont assez bien visibles, pour que la détermination soit satisfaisante. ».

## Biologie
« Larves aquatiques, phytophages ou saprophages ; adultes vivant dans les prairies, bois et forêts humides. ».

## Galerie
- Quelques espèces vivantes du genre Tetanocera.
- Tetanocera phyllophora.
- Tetanocera ferruginea.
- Tetanocera ferruginea - aile.
- Tetanocera arrogans.
- Tetanocera robusta.

### Publication originale
- [1937] Nicolas Théobald, « Les insectes fossiles des terrains oligocènes de France 473 p., 17 fig., 7 cartes,13 tables, 29 planches hors texte », Bulletin Mensuel de la Société des Sciences de Nancy et Mémoires de la Société des sciences de Nancy, Imprimerie G. Thomas,‎ 1937, p. 1-473 (ISSN 1155-1119 et 2263-6439, OCLC 786027547). .